# Jacques Barlie
Jacques Barlie (Genève, 18 mei 1941) is een Zwitsers voormalig voetballer die speelde als doelman.

## Carrière
Barlie speelde gedurende een jaar bij Urania Genève Sport maar kreeg een kans bij het grote Servette Genève waarmee hij in 1961 en 1962 twee keer landskampioen werd. Hij speelde er tot in 1962 en trok naar FC Sion maar keer de in 1964 al terug naar Servette Genève, hij won nog een keer de beker in 1971.
Hij speelde vier interlands voor Zwitserland.

## Erelijst
- Servette Genève
  - Landskampioen: 1961, 1962
  - Zwitserse voetbalbeker: 1971